# 類篇
『類篇』（るいへん）は、北宋の治平4年（1067年）に皇帝に奉られた部首引きの官製字書。全45巻で、『説文解字』・『玉篇』にくらべて字数が大幅に増えている。その内容は『集韻』を『説文解字』の部首順に並べかえたものに近い。

## 成立
『類篇』の附記によると、『集韻』を作った丁度らが、『集韻』は字が多くて『玉篇』とうまく対応しないので、新たな字書を作ることを上奏した。編纂責任者は王洙・胡宿・范鎮・司馬光と変わり、司馬光のときに完成した。
著者は司馬光と伝え、実際に司馬光の案語がところどころにあるが、実際には司馬光が参加したのは治平3年（1066年）で、本はすでに完成状態にあった。

## 内容
『類篇』は31,319字を部首によって分けたものである。巻の番号は『説文解字』にしたがって巻1から巻15までになっているが、各巻を上中下に分けているため、全部で45巻になる。巻15が目録なのも『説文解字』と同様である。
部首は「一」にはじまり「亥」に終わる『説文解字』の540部首をほぼそのまま使っているが、字数の多い「艸・食・木・水」を上下に分けているため、部首数は『説文解字』より少し多くなっている。
おなじ部首に属する字は、基本的に『集韻』の出現順に並んでいる。たとえば「玉」部では、「玉」のあと「瓏璁玒珫」のように東韻の字が並ぶ。
異体字は一箇所にまとめている。文字の発音を反切によって示し、また意味を注するが、これらは基本的に『集韻』そのままである。
内容は単に『集韻』の字をふくむ字典というだけでなく、基本的に『集韻』を部首順に並べなおしたものに近い。韻書はもともと詩文を作るためのもので、字書のように特殊な文字や文字に関する詳しい説明を含むものではなかったが、徐々に内容が字書に近づいていき、『集韻』にいたってついに順序を並べなおすだけで字書として使えるようになった。
字書と韻書で1セットになるように作られたのは『類篇』がはじめてである。

## テキスト
『類篇』にはあまり古いテキストがない。通行本は清の康熙45年（1706年）に出版された曹寅の楝亭五種本、およびその重刻本である。ほかに汲古閣の影宋抄本を影印したものが上海古籍出版社から刊行されている。また、姚刊三韵本を影印したものが北京の中華書局から古代字書輯刊の一つとして刊行されている。